# Crime do poço (Indaiatuba)
O Crime do poço refere-se ao assassinato do jovem imigrante italiano Domenico De Luca, no municício de Indaiatuba, no interior do estado de São Paulo, em 1907. De Luca, que trabalhava com comércio, foi morto por três homens antes de ser roubado. Os criminosos depois jogaram seu cadáver em um poço, na rua Candelária, perto da igreja matriz da Candelária.  
O crime chocou a localidade, então com apenas 1.500 habitantes, e ainda em 2007 um documentário e um livro, chamado “Uma tragédia indaiatubana – O Crime do Poço”, sobre o assunto foram lançados.  
De Luca está enterrado no Cemitério da Candelária, onde seu túmulo recebe grande número de homenagens, principalmente nos dia de Finados, segundo um documento do gabinete do vereador Alexandre Peres em 16 de novembro de 2017.

## História
| “ | "Um caixeiro viajante chamado Domenico De Luca chegou por essas bandas em 1907 e foi vendendo suas mercadorias por muitas vilas da região. Um dia simplesmente sumiu e ninguém sabia o que tinha acontecido com o pobre coitado. Algum tempo depois sua mãe sonhou com um poço situado nos fundos de uma casa. E foi procurando, com ajuda dos locais e da polícia, até achar o dito poço. Para espanto de todos, encontraram Domenico morto e seu corpo com marcas de grande brutalidade, escondido lá dentro. 'Foi devidamente sepultado no Cemitério Municipal da Candelária, em Indaiatuba, e a ele são atribuídas muitas graças rogadas por crentes de que seu martírio o tornou um homem santo'." | ” |
|   | — Gabinete do Vereador Alexandre Peres, 16 de novembro de 2017. |   |

Na tarde do dia 5 de dezembro, Domenico De Luca, então com 16 (ou 17) anos, foi morto em Indaiatuba por três moradores da cidade que cometeram o crime para roubar. O fato ocorreu dentro de uma casa na Rua Candelária nas imediações da igreja Matriz, para onde De Luca foi atraído por um dos criminosos, Adamo "Adão" Ripabella, com a desculpa de que este iria lhe mostrar o milho que tinha para vender, pois o rapaz, que morava em São Paulo era filho de um comerciante de cereais e tinha vindo a Indaiatuba para comprar milho e feijão. Impressionados com a grande soma em dinheiro que De Luca trazia, Ripabella e dois comparsas combinaram o crime: Ripabella atraiu De Luca para o interior da casa onde Antonio Nugnes desferiu-lhe uma paulada na cabeça que o fez cair ao chão ensanguentado, quando o terceiro criminoso Eugenio Cardinale desferiu-lhe facadas na garganta. Os três criminosos vasculharam então os bolsos e os sapatos de De Luca, dividiram o dinheiro encontrado e em seguida jogaram o cadáver num velho poço no fundo do quintal que cobriram de terra. 
| “ | "A vítima desmoronou por terra ficando deitada sobre o seu lado direito, quando levou outra forte bordoada, também na cabeça. Com a pancada virou-se de costas e debatendo-se, mexia derradeiramente braços e pernas em rápido tremor. Mas não se defendia, agonizava e emitia fundo estertor, movimentando-se involuntariamente. Como a autópsia revelaria dias mais tarde, já era naquele instante, portador de duas fraturas cranianas. (...) Eugenio C., que sorrateiramente também havia se aproximado da vítima, firmou seu pé contra o lesado peito, tirou do lado esquerdo da cinta uma faca de sapateiro com aproximadamente um palmo de lâmina, segurou no queixo de Domenico e desferiu dois profundos e vigorosos golpes, degolando-o quase que totalmente, dando àquele quadro sinistro, a mais intensa feição de sanguinário horror. Após o sinistro consórcio que premeditou o crime 24 horas antes, jazia agora o jovem Domenico, num cenário repulsivo, covarde e repreensível, sucumbido à desgraça". | ” |
|   | — O Crime do Poço. Eliana Belo Silva. |   |

Oito dias depois os assassinos foram descobertos, contribuindo para isso um sonho que a mãe de De Luca tivera, vendo-o morto dentro de uma casa, a qual ao chegar a Indaiatuba reconheceu: era a casa de Ripabella.
Após as investigações e julgamento, os três criminosos foram condenados a penas que variaram de 21 a 30 anos de prisão.
O crime teve grande repercussão em toda região, a ponto de prejudicar a imagem da cidade durante vários anos. O caso também comoveu de tal maneira os indaiatubanos que até hoje seu túmulo no Cemitério de Pedras é visitado por pessoas que acreditam que a vítima faz milagres. O episódio foi noticiado em dezembro de 1960 por Raffaello Fantelli e Judith Giomi Fantelli no jornal Tribuna de Indaiá.

## Atualizações
Em 2018, a Rua 7 (sete) do Jardim Residencial Nova Veneza passou a denominar-se Domenico De Luca.